# Hungryalismus
Hungryalismus je literární hnutí v bengálském jazyce, které založili v roce 1961 Shakti Chattopadhyay a Malay Roy Choudhury v Kalkatě.

## Slavní Hungryalisté
- Malay Roy Choudhury
- Shakti Chattopadhyay
- Samir Roychoudhury
- Debi Ray
- Subimal Basak
- Falguni Ray
- Basudeb Dasgupta
- Sandipan Chattopadhyay
- Binay Majumdar
- Anil Karanjai
- Tridib Mitra
- Subhas Ghose
- Pradip Choudhuri
- Alo Mitra
- Rabindra Guha
- Saileswar Ghose